# Füvészkert (Prága)

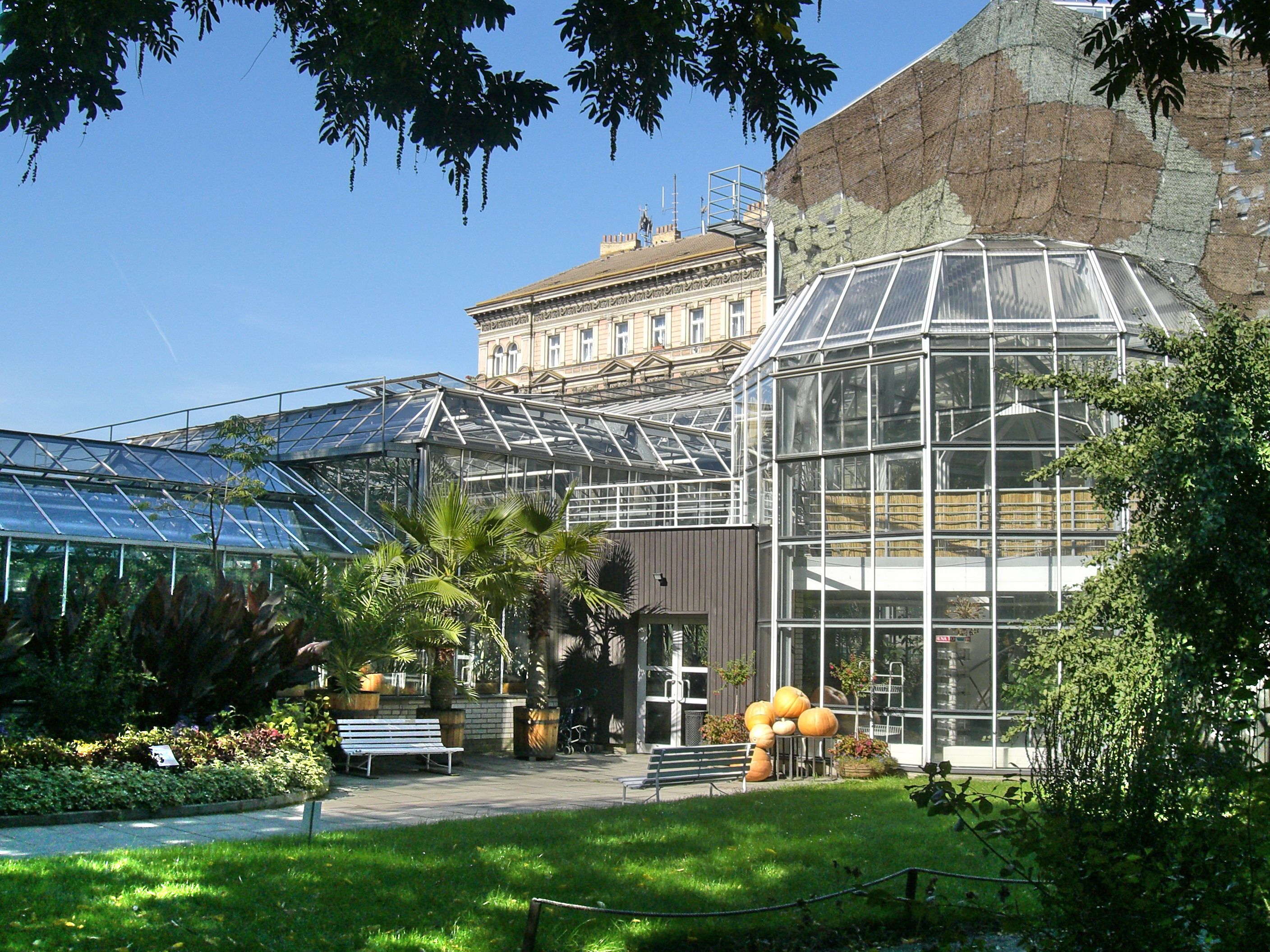
A nagy üvegház

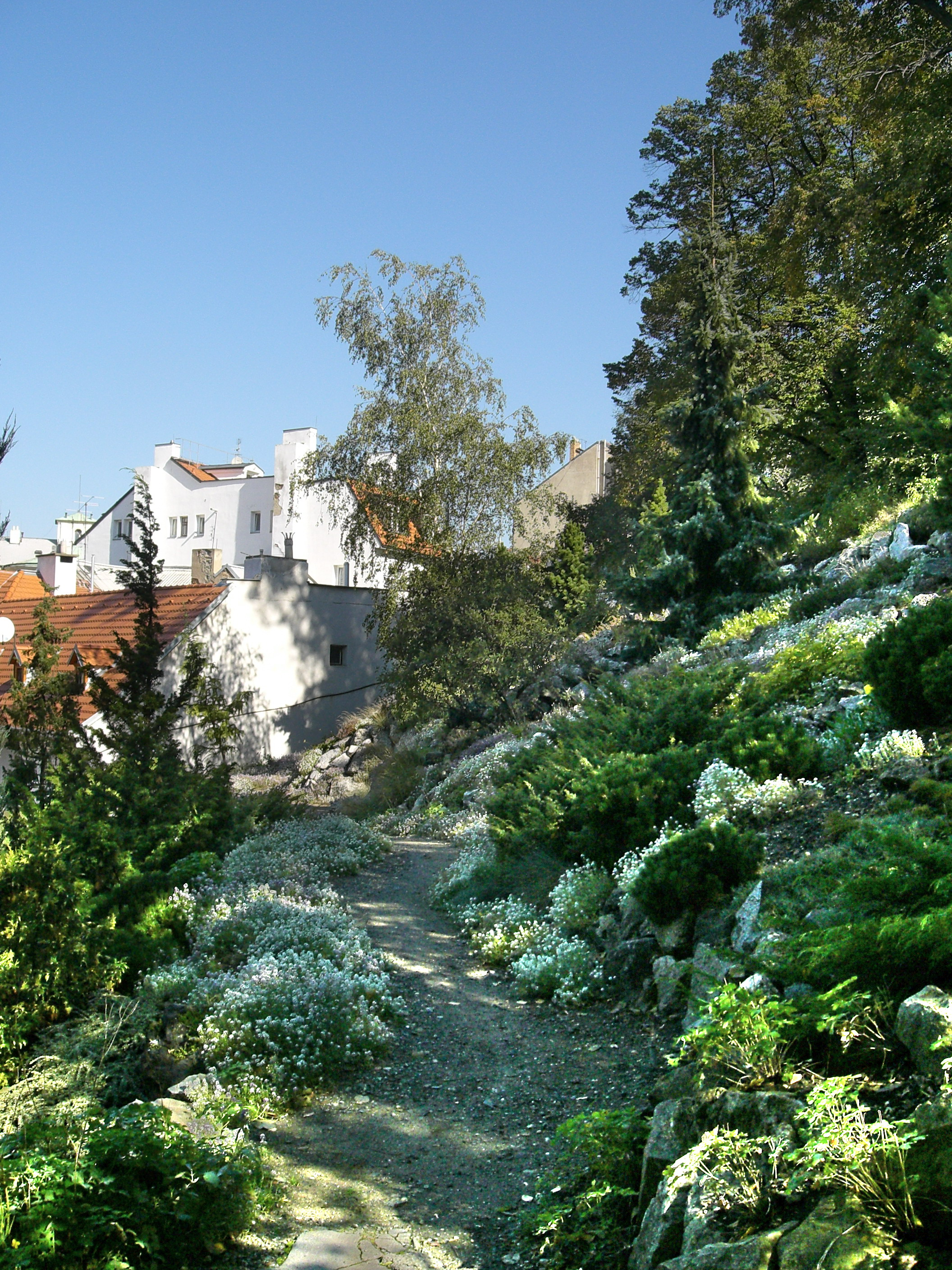
Sziklanövényzet

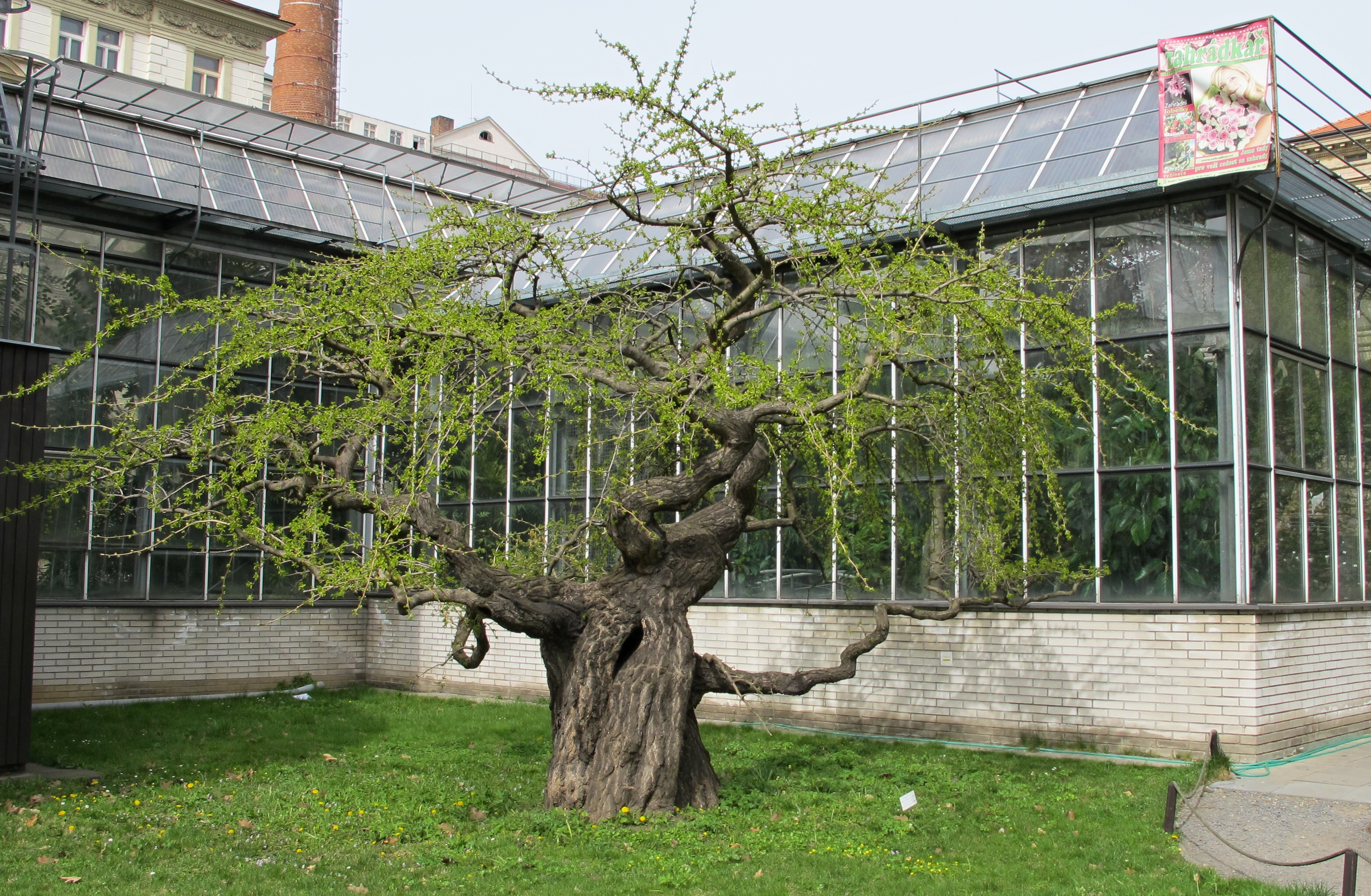
Páfrányfenyő (Ginkgo biloba)

A Károly Egyetem Füvészkertje (Botanická zahrada Přírodovědecké fakulty UK) Prága legidősebb botanikus kertje az Újvárosban (ulice Na slupi 16.). Nem tévesztendő össze a főváros által üzemeltetett Prágai Botanikus Kerttel, amit tőle északra, a főváros Troja nevű negyedében alakítottak ki az 1960-as évek közepétől.
Az erősen nyújtott háromszög alakú telket három utca határolja: a Na slupi, a Benátská és az Apolinářská. területe kb. 3,5 ha.

## Története
1772-ben javasolta létrehozását Scotti de Compostella, aki akkor gyógyszerészet és füvészet professzora volt a Károly Egyetemen.
1775-ben alapították, eredetileg Smíchovban (ami ma Prága 5. kerületének része, ahol jelenleg a Dienzenhofer-kerteket láthatjuk). 1897 óta az Újváros (Nové Město) Na Slupi utcájában tekinthető meg.
A 19.század közepén, amikor Vincenc František Kosteletzký professzor volt az igazgató, a közvélekedés szerint ez volt a legjobb botanikus kert az Alpoktól északra. Gyűjteménye mintegy 13 000 fajt tartalmazott, amelyek közül a melegkedvelőket 9 üvegházban helyezték el.
A kert jelenlegi helye a 19. század közepéig elhanyagolt domboldal volt. Ezt 1845-ben vásárolta meg és vette használatba a Kertészeti Társaság. Az első üvegházat 1882-ben építették.
1890-ben a Társaságtól megvette a telket a két prágai egyetem (a cseh és a német), egyetemi füvészkertet alakíthassanak ki. A telek alsó részét az üvegházakkal a Cseh Egyetem vette át, és 1898-ban még egy hosszú orchidea-üvegházat is épített. A domboldal fölső része jutott a Német Egyetemnek; ők 1900-ban építették első üvegházukat. A kert mindkét részében kiszolgáló épületeket emeltek a kertészeknek és más alkalmazottaknak.
A smíchovi gyűjteményt 1898-ban, más források szerint 1890-ben költöztették át jelenlegi helyére.
Az 1945. február 14-i nagy légitámadás teljesen elpusztította a német üvegházakat; a cseh üvegházak súlyosan megsérültek. A háború után a német üvegházakat már nem állították helyre; a cseheket 1946–1949-ben teljesen újjáépítették.
1977-ben kertet tematikus részekre osztották:
- a természetes növénytakaró növényvilágra,
- a csehszlovákiai endemikus növények,
- szubtrópusi üvegházak,
- vízi és mocsári növények,
- tűlevelűek,
- rózsakert,
- mediterrán növényzet,
- biológiai különlegességek,
- faiskola,
- dísznövények,
- haszonnövények,
- sziklanövényzet,
- gyógy-, illetve mérgező növények,
- egynyári növények,
- kísérleti parcellák.

A gyűjteményekről kb. húsz kertész és kurátor gondoskodik.
1995-re az üvegházak műszaki állapota vészesen leromlott. A természetvédők kívánságára a teljes felújítás részeként 1996–1999 között visszaépítették azoknak az 1940-es években volt formáját.
2007 óta a kert igazgatója Ladislav Pavlata.

## Látnivalói
A kert évente kb. 100 000 látogatót fogad.
- 14 üvegház — köztük egy nagy szubtrópusi pálmaház, ahol rendszeresek a vezetett túrák
- bonszaigyűjtemény,
- fenyőgyűjtemény[4]
- A kert honlapja csehül és angolul

## Megközelítése
A metró Antonín Dvořák állomásától rövid sétával érhető el. A villamosról a Botanická zahrada megállónál szállhatunk le.

## Közeli látnivalók
Tőle északkeletre áll a Dvořák-múzeum, délkeletre a Rendőrmúzeum.

## Fordítás
Ez a szócikk részben vagy egészben  a   Botanická zahrada Univerzity Karlovy című cseh Wikipédia-szócikk ezen változatának fordításán alapul.  Az eredeti cikk szerkesztőit annak laptörténete sorolja fel. Ez a jelzés csupán a megfogalmazás eredetét és a szerzői jogokat jelzi, nem szolgál a cikkben szereplő információk forrásmegjelöléseként.